# NGC 3437
NGC 3437 је спирална галаксија у сазвежђу Лав која се налази на NGC листи објеката дубоког неба.
Деклинација објекта је + 22° 56' 6" а ректасцензија 10h 52m 35,3s. Привидна величина (магнитуда) објекта NGC 3437 износи 12,1 а фотографска магнитуда 12,8. Налази се на удаљености од 24,317 милиона парсека од Сунца. NGC 3437 је још познат и под ознакама UGC 5995, MCG 4-26-16, CGCG 125-13, KARA 448, IRAS 10498+2312, PGC 32648.